# La Petite Dame du vestiaire
Pour plus de détails, voir Fiche technique et Distribution.
La Petite Dame du vestiaire (Naughty Baby) est un film américain sonore réalisé par Mervyn LeRoy, sorti en 1928.
Bien que le film n'ait pas de dialogues audibles, il est sorti avec une bande son musicale synchronisée avec des effets sonores utilisant le procédé Vitaphone.

## Synopsis
Rosie McGill, une employée de vestiaire dans un hôtel chic de New York, est courtisée par trois jeunes hommes amoureux, Tony Caponi, Benny Cohen et Joe Cassidy, mais elle jette son dévolu sur Terry Vandeveer, un riche playboy de Broadway. En le suivant à Long Beach, sur Long Island, Rosie se fait passer pour une fille de la haute société ; comme prévu, elle y rencontre Terry, qui est très attiré par elle. De retour en ville, Rosie quitte son emploi et est rapidement démasquée lors d'une soirée chic. Alors qu'elle dit la vérité à Terry sur elle-même, il s'avère que Terry est également un imposteur. Rosie reste cependant à ses côtés et gagne son amour.

## Fiche technique
- Titre original : Naughty Baby
- Réalisation :  Mervyn LeRoy
- Scénario : Garrett Fort, Gerald Geraghty, Thomas J. Geraghty, d'après une histoire de Charles Beahan
- Production : First National Pictures
- Photographie : Ernest Haller
- Montage : LeRoy Stone
- Musique : Gerard Carbonara
- Genre : Comédie dramatique[1]
- Distributeur : First National Pictures
- Durée : 7 bobines
- Date de sortie : 
  - États-Unis : 16 décembre 1928
  - France : 4 avril 1930

## Distribution

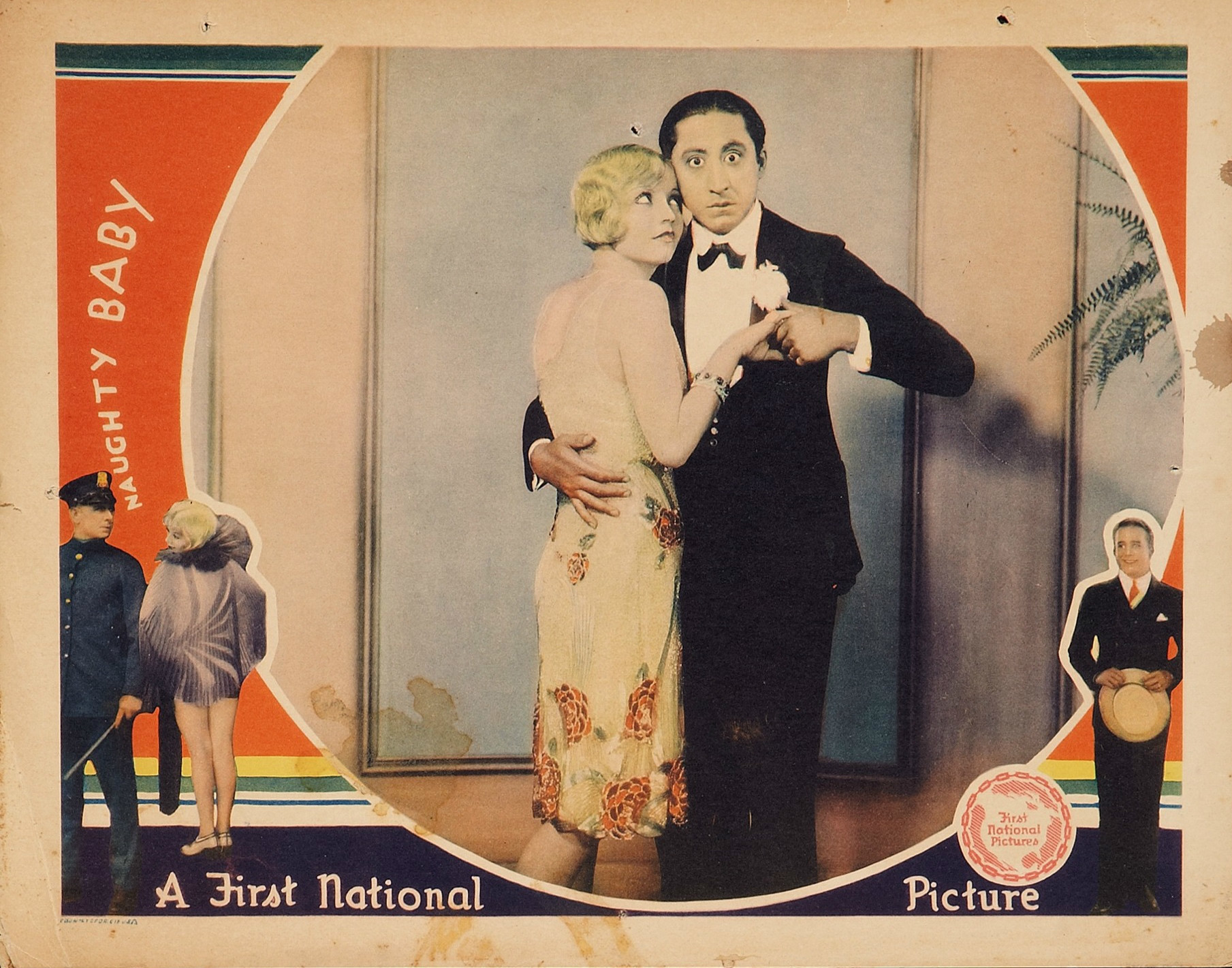
Carte promotionnelle du film.

- Alice White : Rosalind McGill
- Jack Mulhall : Terry Vandeveer
- Thelma Todd : Bonnie Le Vonne
- Doris Dawson : Polly
- James Ford : Terry's pal
- Natalie Joyce : Goldie Torres
- Frances Hamilton : Bonnie's pal
- Fred Kelsey : Dugan
- Rose Dione : Madame Fleurette
- Fanny Midgley : Mary Ellen Toolen
- Larry Banthim : Toolen
- Georgie Stone : Tony Caponi
- Benny Rubin : Benny Cohen
- Andy Devine : Joe Cassidy
- Raymond Turner : Terry's valet

## Statut du film
Le film était considéré comme perdu, seule la bande son Vitaphone était conservée. Cependant une copie a été découverte dans les archives du Museum of Modern Art en 2017